# Rastellus deserticola
Rastellus deserticola is een spinnensoort uit de familie Ammoxenidae. De soort komt voor in Zuid-Afrika.